# Iaropovîci, Andrușivka
Iaropovîci (în ucraineană Яроповичі) este o comună în raionul Andrușivka, regiunea Jîtomîr, Ucraina, formată numai din satul de reședință.

## Demografie
Componența lingvistică a satului Iaropovîci
     Ucraineană (97,58%)
     Rusă (1,61%)
     Alte limbi (0,63%)
Conform recensământului din 2001, majoritatea populației satului Iaropovîci era vorbitoare de ucraineană (97,58%), existând în minoritate și vorbitori de rusă (1,61%).

## Legături externe
- pl Jaropowce albo Jaropołcza în Dicționarul geografic al Regatului Poloniei și al altor țări slave, volum III (Haag — Kępy) anul 1882

- pl Jaropowicze albo Jaropowce în Dicționarul geografic al Regatului Poloniei și al altor țări slave, volum XV, p. 2 (Januszpol — Wola Justowska)1902